# ГЕС Nam Tha 1
ГЕС Nam Tha 1 — гідроелектростанція в північно-західній частині Лаосу неподалік від кордону з Таїландом. Використовує ресурс із річки Nam Tha, лівої притоки Меконгу (басейн Південно-Китайського моря).
У межах проекту річку перекрили кам'яно-накидною греблею з бетонним облицюванням висотою 93 метри, яка утворила водосховище з площею поверхні 64 км2 та об'ємом 1755 млн м3 (під час повені максимальна ємність резервуара може досягати 1968 млн м3).
Основне обладнання ГЕС становлять три гідроагрегати потужністю по 56 МВт, які повинні забезпечувати виробництво 720 млн кВт-год електроенергії на рік.
Видача продукції відбувається по ЛЕП, розрахованій на роботу під напругою 115 кВ.
Проект, введений в експлуатацію у 2017—2018 роках, спільно реалізували китайська China Southern Power Grid (80 %) та місцева державна Electricité du Lao (20 %).